# Kirchenburg Mardisch
Die Kirchenburg Mardisch ist eine von den Siebenbürger Sachsen des Dorfes Mardisch (rum. Moardăș) errichtete Wehrkirche in Siebenbürgen (heute in Rumänien) im Schelker Stuhl.

## Kirche
Die gotische Saalkirche mit Westturm entstand Ende des 14., Anfang des 15. Jahrhunderts. Der Chor zeichnet sich durch die verschiedenartig dekorierten Konsolen aus, auf denen das Kreuzrippengewölbe ruht, unter anderem einer knienden Figur mit einem Korb auf dem Rücken. Die drei Chorfenster haben präzise ausgeführtes Maßwerk mit Drei- und Vierpassmotiven, Rosette und Fischblasenmotiven. In der Nordwand des Chores existiert ein gotisches Sakramentshäuschen. Im Westen der Kirche stand bis 1880 ein Glockenturm.
Die Kirche war ursprünglich dem Hl. Nikolaus geweiht. Der Pfarrer der Gemeinde beklagte im Jahr 1869 die Vernachlässigung von Kirche und Kirchhof. 1874 wurde die Sakristei abgetragen. Im Jahr 1880 – während die Gemeindemitglieder im Wald Holz für die Abstützung des baufälligen Turmes schlugen – stürzte dieser ein. Kirchenreparaturen wurden 1913 und 1959 durchgeführt. Im Ersten Weltkrieg wurden die Orgelpfeifen konfisziert. Die Orgel nahm man 1963 wieder in Funktion. Anfang der 1990er Jahre, nach massiver Auswanderung der sächsischen Bevölkerung, war die Kirche vorübergehend dem Verfall preisgegeben.

## Ausstattung
Zur Ausstattung gehört ein Barockaltar von 1789. Das Altargerüst sowie Teile des Gestühls sind noch in der Kirche vorhanden (Stand 2008).
Die Orgel von Samuel Matz (1801) mit 10 Registern wurde 1993 nach Oradea verkauft.

## Die Kirchenburg
Die Kirche ist von einer viereckigen Ringmauer umgeben, die ursprünglich eine beachtliche Höhe hatte. In der Nordostecke steht ein stark hervorstehender Rundturm mit Kegeldach.

### Sicherungsarbeiten 2010
2010 erfolgten umfangreiche Sicherungsarbeiten an Sockel, Seitenpfeiler, Dachstuhl und Gewölbe durch ein Team der Fachschule für Bautechnik aus München unter Leitung von Hans Gröbmayr und mit Unterstützung der „Heimatortsgemeinschaft Mardisch“. Gefördert wurde das Projekt durch das Leonardo-da-Vinci-Programm der Europäischen Union, durch die Bayerische Staatsregierung und die Münchner Bauinnung.

### Sicherungsarbeiten 2011
2011 wurden die Sicherungsarbeiten durch das gleiche Team fortgesetzt. Die Mittel für die Baumaterialien wurden durch Vermittlung der Leitstelle Kirchenburgen von dem Ambassadors Fund for Cultural Preservation der US-Botschaft in Bukarest abgerufen.